# レシチン

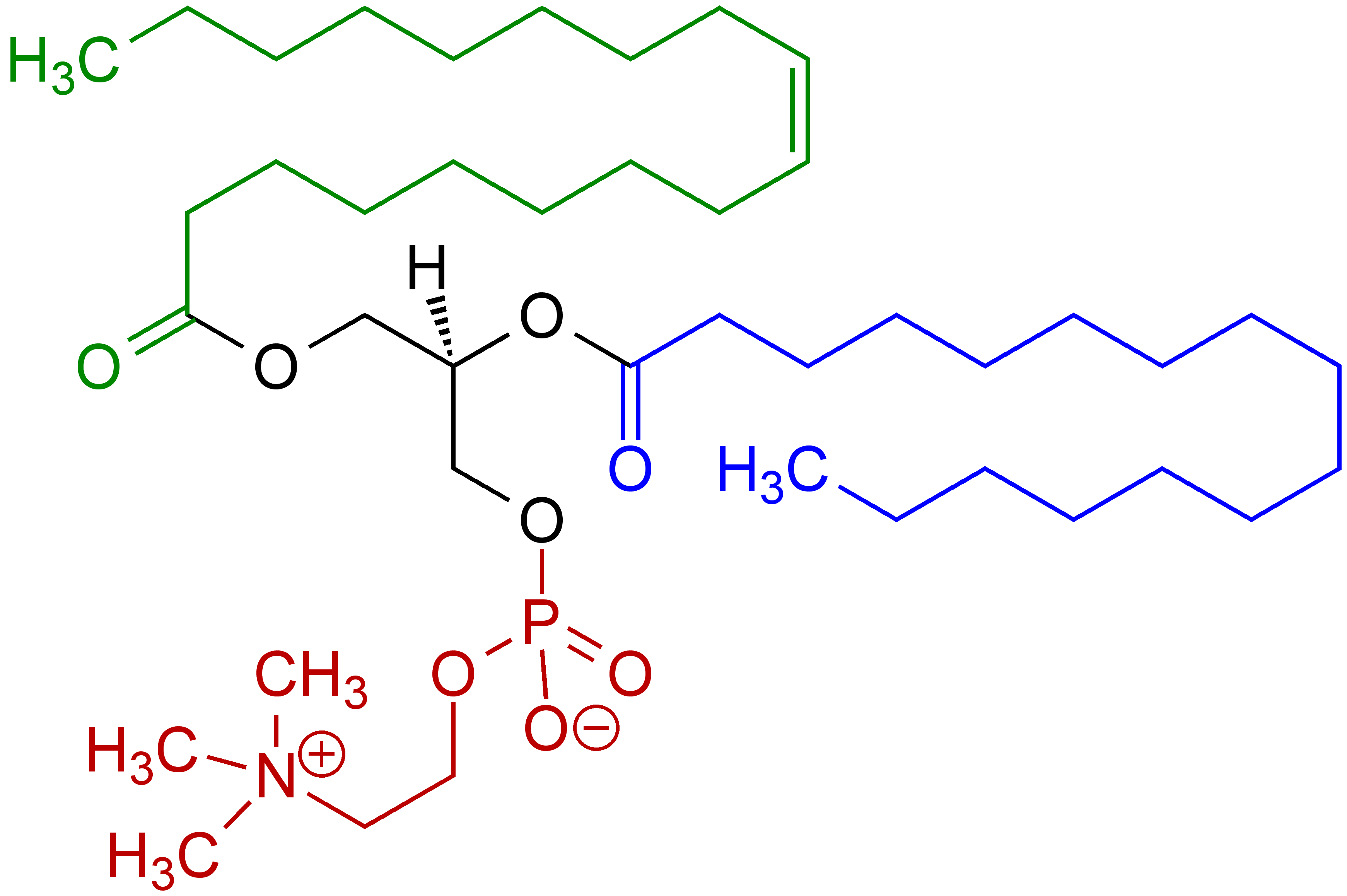
レシチンの化学構成

レシチン（lecithin）は、グリセロリン脂質の一種。自然界の動植物においてすべての細胞中に存在しており、生体膜の主要構成成分である。レシチンという名前は、ギリシャ語で「卵黄」を意味する λέκιθος（lekithos、レキトス）に由来する。
レシチンは元々はリン脂質の1種類であるホスファチジルコリンの別名であったが、現在ではリン脂質を含む脂質製品のことを総称して「レシチン」と呼んでいる。市場などでは原料に何を使用しているかで分類され、卵黄を原料とするものは「卵黄レシチン」、大豆を原料とするものは「大豆レシチン」と呼ばれ、区別される。
レシチンの特性として、油を水に分散させてエマルションを作る乳化力、皮膚や粘膜から物質を透過吸収する浸透作用がある。このため、医薬用リポソームの材料、静脈注射用脂肪乳剤、痔や皮膚病の治療薬として利用されている。
体内で脂肪がエネルギーとして利用・貯蔵される際、タンパク質と結びついてリポタンパク質となり血液の中を移動するが、このタンパク質と脂肪の結合にレシチンを必要とする。体内のレシチンの総量は、体重60 kgのヒトで600 g程度である。

主要なリン脂質(phospholipids)の分類と構造。
緑はグリセロール。赤はリン酸。
以下、図の左から
PtdSer - ホスファチジルセリン
PtdEtn - ホスファチジルエタノールアミン
PtdCho - ホスファチジルコリン
PtdIns -ホスファチジルイノシトール
Sphingomyerin -スフィンゴミエリン
一番右は糖脂質(glycolipids)。

## 工業的製法
製造後、光、酸素、熱などで変質しやすいため、白金触媒を使用した水素添加やホスホリパーゼA2酵素等による改質が行われる。
工業的に生産されているものは、主に「大豆レシチン」と「卵黄レシチン」で、量的には安価な大豆レシチンがほとんどである。
大豆レシチン
レシチンは、搾油したての油に温水を加えて沈殿させたものを、遠心分離機を用いて分け取ったのち、乾燥させてつくる。水分を含んでいるときは黄色い豆腐状の物体となっているが、乾燥すると褐色の水飴のようになる（ペースト大豆レシチン）。これを更にアセトン分散で固形物を回収し、真空乾燥させたものが高純度大豆レシチンである。
卵黄レシチン
液卵黄に、アセトンで中性脂質を除き、エタノール等の高極性溶媒で抽出したものを減圧蒸留で乾燥させて製造する。水分が多いので、先に噴霧乾燥やフリーズドライなどの温度をかけずに脱水する方法を使用するなどの製造方法もある。

## 用途
フライパンや鉄板にくっつきにくくなる性質を利用して、炒め油および鉄板焼き油などに添加される。反面、乳化作用によって泡が立って吹きこぼれやすくなるので、揚げ物用の油には用いられない。
レシチンを多く含む食べ物には卵黄、大豆製品、穀類、ゴマ油、コーン油、小魚、レバー、ウナギなどがあげられ、これらの食品から抽出されたレシチンを用いた健康食品が販売されている。
日本において、食品用途の市場規模は年間7,500 t、医薬品は200 tである。
食品添加物
植物性レシチン（アブラナ科アブラナ、マメ科ダイズの種子の油脂から分離して得られたもの）は既存添加物名簿に収載されており、食品添加物として使用が認められている。2014年4月、新たにひまわりレシチンが認可された。なお、他の植物のレシチンは使用できない。
医薬品
静脈注射用脂肪乳剤として、術前・術後の栄養補給を助ける薬剤として静脈に注射する。ほか、リポ化製剤にも含まれる。
化粧品
水素添加大豆レシチンが、保湿剤、乳化剤としてクリームや乳液などに配合されている。

## 研究
1845年にフランスの薬剤師で化学者のテオドール・ニコラ・ゴブレによって、初めて単離された。1850年に、彼によってこのホスファチジルコリンは卵黄のギリシャ語からレシチンと命名された。化学構造が明らかになったのは、1874年である。
基礎研究では、レシチン投与によるアルコール性肝障害に伴う肝臓の繊維化と肝硬変の予防、肝障害（肝毒性のある物質や肝炎ウイルスによる）の改善、イギリスの臨床試験でC型肝炎患者の有意な症状改善と組織学的改善が報告されている。
ラットの実験で血中の高密度リポタンパク質（HDL、善玉コレステロール）を増やし、コレステロール、トリアシルグリセロールを低下させる効果が確認された。
レシチンが一部の腸内細菌によってトリメチルアミン-N-オキシド(TMAO)に代謝され、アテローム性動脈硬化、心臓発作を起こす原因となるという研究結果が出た。

## 注意点
稀に嘔気、嘔吐、下痢などの症状。

## 食品のリン脂質含有量
| 食材       | リン脂質 (g/100g) | 脚注 |
| ---------- | ----------------- | ---- |
| 鶏卵       | 3.49              |      |
| 大豆       | 2.0               |      |
| 菜種       | 1.5               |      |
| 牛肉       | 0.7               |      |
| 小麦でん粉 | 0.7               |      |
| ブタ       | 0.6               |      |
| 鶏もも     | 0.6               |      |
| マグロ     | 0.6               |      |
| ピーナッツ | 0.6               |      |

## 食品のリン脂質組成
リン脂質の組成数値は、以下の要因などで変動することがあります。
- サンプルの品種の違い
- サンプルの成熟度
- 脂質抽出方法、分析手法
- 焙煎の有無と焙煎時間

| 種類                      | ホスファチジル コリン | ホスファチジル エタノールアミン | ホスファチジル イノシトール | ホスファチジル セリン | スフィンゴ ミエリン | 脚注 (参照元表記) |
| ------------------------- | --------------------- | ------------------------------- | --------------------------- | --------------------- | ------------------- | ----------------- |
| レシチン (卵)             | 73                    | 15                              | 1                           | -                     | 2-3                 | レシチン 組成     |
| レシチン (卵黄)           | 83                    | 14                              | -                           | -                     | -                   | リン脂質 組成     |
| レシチン (大豆)           | 18-21                 | 12-16                           | 11-14                       | 3-4                   | -                   | レシチン 組成     |
| レシチン (大豆)           | 23                    | 20                              | 14                          | -                     | -                   | リン脂質 組成     |
| レシチン (菜種)           | 30-32                 | 30-32                           | 14-18                       | -                     | -                   | レシチン 組成     |
| レシチン (紅花)           | 32-39                 | 14-17                           | 21-27                       | -                     | -                   | レシチン 組成     |
| レシチン (ひまわり)       | 65                    | 10                              | 3                           | -                     | -                   | リン脂質 組成     |
| グレープシード オイル     | 21-22                 | 10-13                           | 19-29                       | 0-1                   | 0-2                 | リン脂質 組成     |
| 人乳                      | 28                    | 19                              | 6                           | 9                     | 37                  | リン脂質 組成     |
| 人乳                      | 28                    | 26                              | 4                           | 6                     | 31                  | リン脂質 組成     |
| 牛乳                      | 35                    | 32                              | 5                           | 3                     | 25                  | リン脂質 組成     |
| 牛肉赤身 (シメンタール種) | 28-29                 | 31-33                           | 11-12                       | -                     | 4-5                 | リン脂質 組成     |
| カツオ (赤身)             | 51-54                 | 20                              | 2-5                         | 2-5                   | 0-7                 | リン脂質 組成     |
| インド鯖 (グルクマ)       | 60                    | 22                              | 6                           | 1                     | 2                   | リン脂質 組成     |
| スルメイカ                | 80                    | 13                              | -                           | -                     | -                   | レシチン 組成     |
| オキアミ                  | 89                    | 3                               | 2                           | -                     | -                   | リン脂質 組成     |
| たらこ                    | 45                    | 35                              | 16                          | -                     | -                   | リン脂質 組成     |
| エンドウ                  | 42-49                 | 17-20                           | 23-25                       | -                     | -                   | リン脂質 組成     |